# 左口乡
左口乡，中国浙江省西北部淳安县下辖的一个乡。

## 行政区划
左口乡现辖：
显后村、方家村、石岭后村、雌龙源村、龙源庄村、瑶村村、左口村、芳桥村、田里村、塘边村和桥西村。